# Nemotaulius admorsus
Nemotaulius admorsus là một loài Trichoptera trong họ Limnephilidae. Chúng phân bố ở miền Cổ bắc.